# Краварже (Опава)
Краварже (чеш. Kravaře) град је у Чешкој Републици. Град се налази у управној јединици Моравско-Шлески крај, у оквиру којег припада округу Опава.

## Становништво
Према подацима о броју становника из 2014. године град је имао 6.737 становника.

## Партнерски градови
- Лублињец